# 東山村 (高知県)
東山村（ひがしやまむら）は高知県幡多郡にあった村。現在の四万十市中心部の北東、概ね後川の左岸にあたる。

## 地理
- 山岳：石見寺山
- 河川：後川

## 歴史
- 1889年（明治22年）4月1日 - 町村制の施行により、安並村・麻生村・秋田村・佐岡村・古津賀村の区域をもって発足。
- 1954年（昭和29年）3月31日 - 中村町・下田町・蕨岡村・後川村・八束村・具同村・東中筋村・富山村・大川筋村・中筋村と合併して中村市が発足。同日東山村廃止。